# غريغ ماهر
غريغ ماهر (بالإنجليزية: Greg Maher)‏ هو لاعب كرة القدم الغالية أيرلندي، ولد في 1967 في Claremorris ‏ في جمهورية أيرلندا، وتوفي في 15 سبتمبر 2016.